# Pirata pallipes
Pirata pallipes là một loài nhện trong họ Lycosidae.
Loài này thuộc chi Pirata. Pirata pallipes được John Blackwall miêu tả năm 1857.